# Dolbina
Dolbina é um gênero de mariposa pertencente à família Bombycidae.

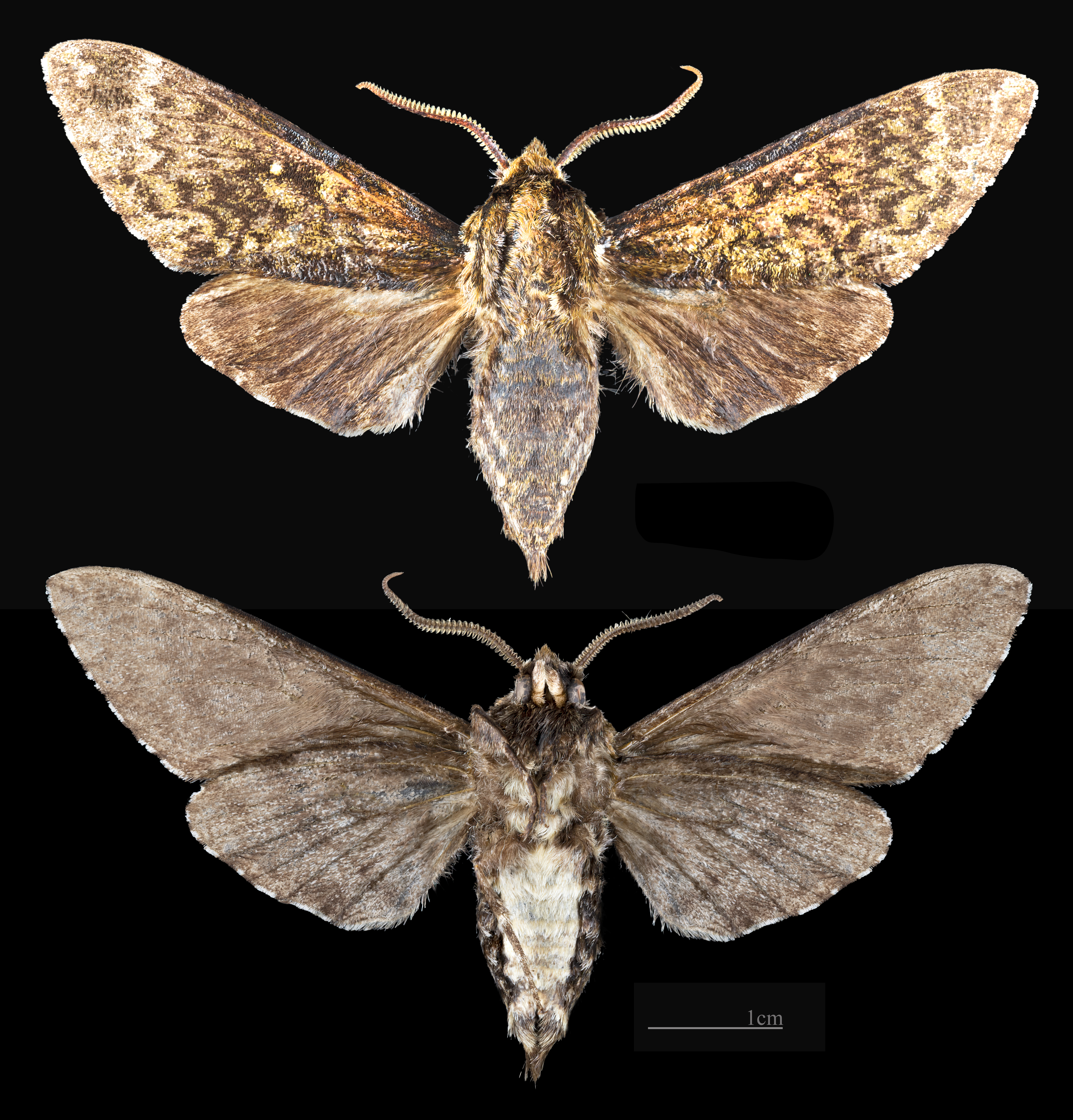
Dolbina exacta
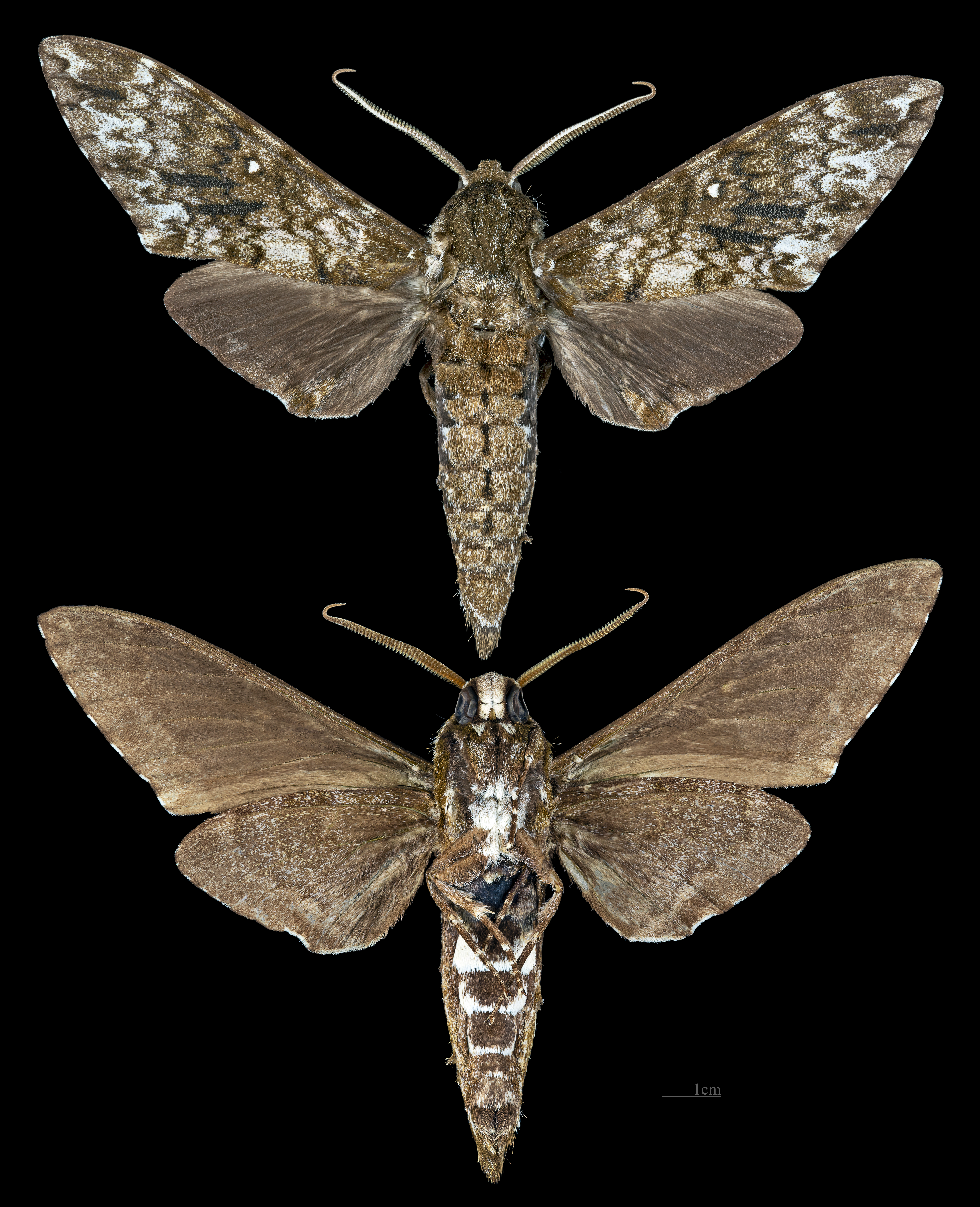
Dolbina inexacta
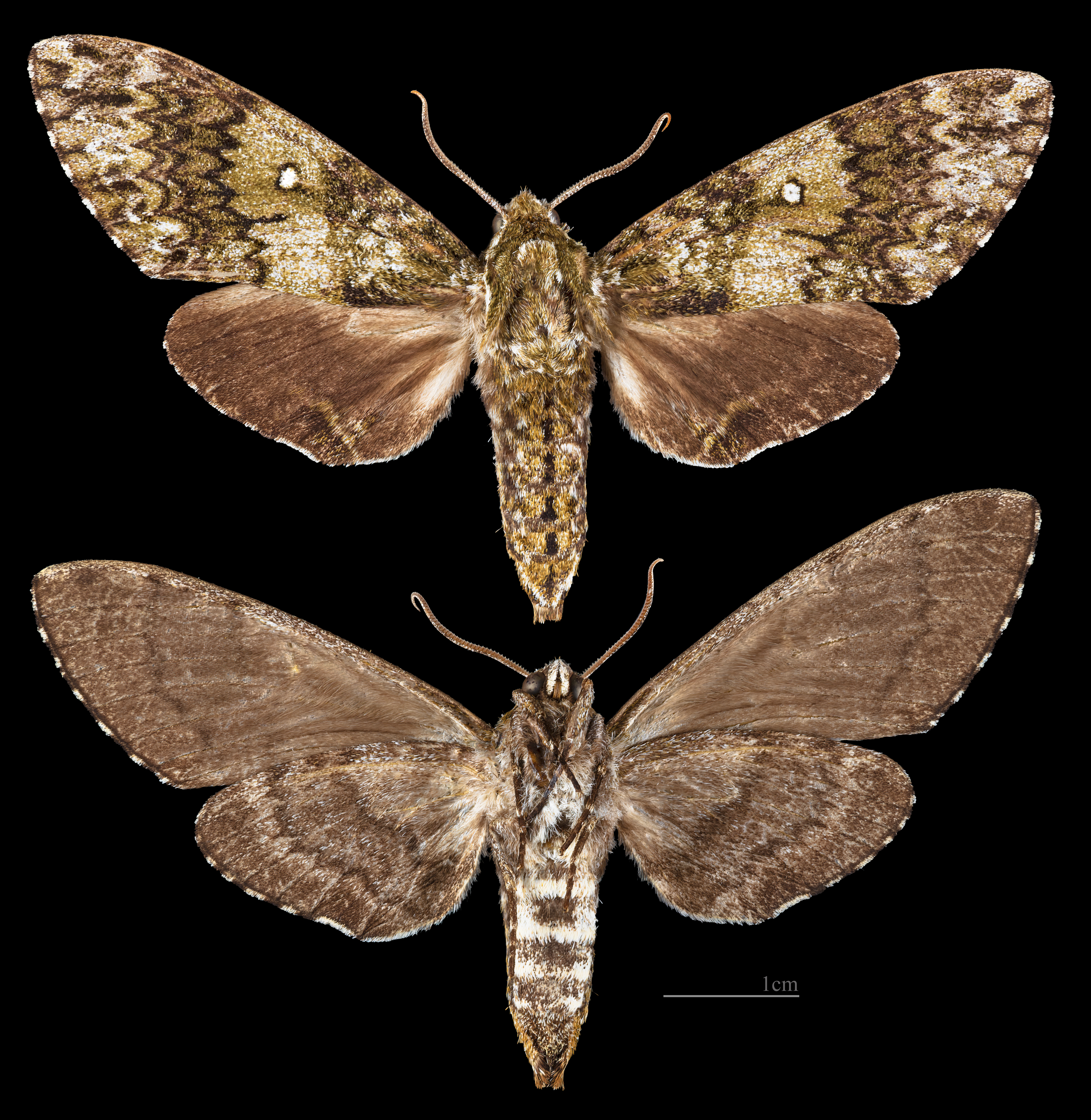
Dolbina tancrei